# Narindasaurus thevenini
Narindasaurus thevenini es la única especie conocida del género extinto Narindasaurus ("lagarto de la bahía de Narinda") de dinosaurio saurópodo turiasaurio, que vivió a mediados del período Jurásico, hace aproximadamente 167 millones de años, en el Bathoniense, en lo que hoy es Madagascar. Fue descubierta en  la Formación Isalo III del Jurásico Medio de Madagascar, y formalmente descrito por Royo-Torres et al. en 2020. El holotipo, que consiste en un espécimen, se almacena actualmente en el Muséum national d'Histoire naturelle y ha permanecido desde 1906 o 1907 en la colección del museo.
El holotipo fue descubierto en la Formación Isalo III alrededor de 1906 y fue brevemente descrito por Paul Lemoine en 1906. Armand Thevenin (1861-1942) fue el primero en diagnosticar a Narindasaurus. En 1907, lo colocó dentro de la especie ahora obsoleta "Bothriospondylus madagascariensis". Fue brevemente mencionado en 1972 y fue revaluado en 2008 y 2010 como un taxón distinto y un eusauropodo no neosaurópodo. Fue clasificado como Turiasauria en 2016. La especie Narindasaurus tevenini fue nombrada formalmente en 2020.
El holotipo consiste en un esqueleto parcial compuesto por un diente maxilar o premaxilar derecho (MNHN MAJ 423), una vértebra caudal anterior (MNHN MAJ 424), una vértebra caudal posterior (MNHN MAJ 426), un chevron medio anterior (MNHN MAJ 425), un cúbito derecho (MNHN MAJ 427), una tibia derecha (MNHN MAJ 428), un peroné derecho con un chevron distal unido (MNHN MAJ 429) y un pubis izquierdo (MNHN MAJ 430).